# Filharmònica Estatal de l'Azerbaidjan
L'edifici de la Filharmònica Estatal de l'Azerbaidjan Magomayev és un dels llocs culturals més populars de Bakú, Azerbaidjan. A més de la seva arquitectura única, és famosa pel seu repertori.
Va ser construït entre 1911 i 1912 quan Bakú va experimentar el seu boom petrolier. Es va fer necessari la construcció d'algun lloc cultural a Bakú construint-se aquest edifici sota la supervisió de l'enginyer Ter-Mikelov, el qual el va dissenyar després del seu viatge a Montecarlo inspirant-se en la millor arquitectura europea. Aquest edifici ornamentat és d'estil pal·ladià combinant tant aspectes europeus com perses. El seu nom actual és posar durant el període soviètic en honor del musulmà Magomayev. Després d'un llarg i ampli projecte de restauració, la Filharmònica Estatal de l'Azerbaidjan es va obrir el 2004 per albergar noves actuacions de músics de l'Azerbaidjan i del Món.